# Bad Hair
Bad Hair è un film del 2020 diretto da Justin Simien.

## Trama
Nel 1989, una giovane donna ambiziosa decide di ottenere un nuovo look per avere successo in televisione, un'industria ossessionata dall'aspetto fisico. Presto si rende conto che i suoi capelli hanno una vita propria.

## Distribuzione
Il film ha debuttato al Sundance Film Festival il 23 gennaio 2020. Subito dopo Hulu ha acquistato i diritti per la distribuzione, pubblicato ufficialmente sulla piattaforma il 23 ottobre 2020.